# Journal of Cinema and Media Studies
Journal of Cinema and Media Studies (antes Cinema Journal y The Journal of the Society of Cinematologists) es la revista académica oficial de la Society for Cinema and Media Studies (antes Society for Cinema Studies), cuya sede está en la Universidad de Oklahoma aunque sus miembros pueden ser de cualquier lugar del mundo. Abarca los estudios cinematográficos, los estudios televisivos, los estudios sobre los medios de comunicación, las artes visuales, los estudios culturales, la historia del cine y de los medios de comunicación y los estudios sobre la cinematografía, y está publicada por la University of Texas Press.

## Historia
La revista comenzó a publicarse en 1961 como The Journal of the Society of Cinematologists —publicando investigaciones de la organización que se convertiría en SCS y luego en SCMS —. En 1966, evolucionó a Cinema Journal. Se mantuvo así hasta octubre de 2018, cuando se convirtió en The Journal of Cinema and Media Studies para alinearse mejor con el nombre de su organización anfitriona.